# Elecciones generales de Paraguay de 1988
Las elecciones generales de Paraguay de 1988 fueron el último evento electoral nacional que se realiza en dicho país antes del golpe de Estado que puso fin a la dictadura de Alfredo Stroessner (1954-89) en febrero de 1989. Según su organización política, en las elecciones nacionales se eligen presidente, vicepresidente, senadores, diputados y los gobernadores de los departamentos.